# WWE 새러데이 모닝 슬램
새러데이 모닝 슬램(Saturday Morning Slam)은 WWE의 프로그램이다. 러, 스맥다운 두 브랜드 경기를 합쳐서, 토요일 CW 네트워크에서 미국 전역에 방영되었던 프로그램이다. 2013년 5월 11일 방송을 끝으로 폐지되었다.